# 藤井桜子
藤井 桜子（ふじい さくらこ、女性、1990年10月15日 - ）は、日本のビーチバレー選手。立飛ホールディングス所属。

## 来歴
東京都多摩市出身。小中学校時代を通じて同じ東京多摩地区で、溝江明香とはライバル同士であった。バレーボール有力校からオファーはあったが、二人は都立駒場高校に進学。「全国大会で私立高を倒す」が合い言葉であったという。夢叶わなかったが、最後の想い出にと以前から練習していたビーチバレーのマドンナカップに出場し優勝を果たす。
高校卒業後は日本体育大学体育学部へ進学。溝江はビーチバレーを選択したが、藤井は「インドアでまだやり残したことがある」として6人制バレーを選択した。その後語学留学を兼ねてピアースカレッジに入学。カリフォルニア・カレッジリーグにおいて同校の優勝に大きく貢献し、自らもMVPに輝いた。帰国後は日本体育大学に復学し、ビーチバレーに主戦場を移した。
2013年度からJBVツアーに、村上めぐみとペアを組み初参戦した。同年11月、日本バレーボール協会の「JVAビーチバレーボール強化指定選手」に選出された。
2014年6月にJVAビーチバレーボールシリーズA初戦（南あわじ大会）に出場し、初代王者となった。同年にはアジア大会にも出場。
2022年、立飛ホールディングス所属となり、村上めぐみと再びペアを組む。

## 球歴
- 所属チーム履歴

市立大松台小 → 市立鶴牧中 → 都立駒場高校 → 日本体育大学 → ピアースカレッジ → 日本体育大学 → 市進ホールディングス →立飛ホールディングス

## 戦績
- JVAビーチバレーボールシリーズA
  - 2014年 南あわじ大会（優勝）、グランフロント大阪大会（準優勝）
  - 2015年 若狭おばま大会（準優勝）
- 全日本ビーチバレー女子選手権大会
  - 2014年 4位
  - 2015年 5位